# Campeonato de Clubes do Caribe
O Campeonato de Clubes do Caribe foi o principal torneio de futebol da região do Caribe. Era organizado pela União Caribenha de Futebol (CFU) e servia para selecionar os representantes da região para a Liga da CONCACAF e para a Liga dos Campeões da CONCACAF. Em 2023 foi substituído pela Copa do Caribe da CONCACAF.

## História
A partir de 2018, o campeonato passou a não mais contar com clubes de todos países filiados à CFU. Foi criada uma segunda competição, a Caribbean Club Shield, exclusiva para clubes de ligas semiprofissionais e não profissionais do Caribe, também chamadas de ligas emergentes.. O campeão deste novo torneio disputava contra o quarto colocado do Campeonato de Clubes da CFU uma vaga na Liga da CONCACAF, desde que preenchesse o critério de Licenciamento Regional de Clubes da própria CONCACAF.
Em 2023, o torneio foi substituído pela Copa do Caribe da CONCACAF, que segue um formato semelhante. Essa mudança foi feita em conjunto com a expansão da Liga dos Campeões da CONCACAF a partir da edição de 2024.

## Campeões
| Ano  | Classificação Final                                | Classificação Final                                | Classificação Final                                | Classificação Final                                |
| Ano  | Campeão                                            | Vice-campeão                                       | Terceiro colocado                                  | Quarto colocado                                    |
| ---- | -------------------------------------------------- | -------------------------------------------------- | -------------------------------------------------- | -------------------------------------------------- |
| 1997 | United Petrotrin                                   | Seba United                                        |                                                    |                                                    |
| 1998 | Joe Public                                         | Caledonia AIA                                      |                                                    |                                                    |
| 1999 | Não houve disputa                                  | Não houve disputa                                  | Não houve disputa                                  | Não houve disputa                                  |
| 2000 | Joe Public                                         | W Connection                                       | Harbour View                                       | Carioca                                            |
| 2001 | Defence Force                                      | Williams Connection                                | Racing Haitien                                     | SNL                                                |
| 2002 | Williams Connection                                | Arnett Gardens                                     | Violette                                           | Harbour View                                       |
| 2003 | San Juan Jabloteh                                  | Williams Connection                                | Portmore United                                    | Arnett Gardens                                     |
| 2004 | Harbour View                                       | Tivoli Gardens                                     | San Juan Jabloteh                                  | Inter Moengotapoe                                  |
| 2005 | Portmore United                                    | Robinhood                                          | C & D Barber                                       | Northern United                                    |
| 2006 | Williams Connection                                | San Juan Jabloteh                                  | Harbour View                                       | Baltimore                                          |
| 2007 | Harbour View                                       | Joe Public                                         | Puerto Rico Islanders                              | San Juan Jabloteh                                  |
| 2009 | Williams Connection                                | Puerto Rico Islanders                              | San Juan Jabloteh                                  | Tempête                                            |
| 2010 | Puerto Rico Islanders                              | Joe Public                                         | San Juan Jabloteh                                  | Bayamón                                            |
| 2011 | Puerto Rico Islanders                              | Tempête                                            | Alpha United                                       | Defence Force                                      |
| 2012 | Caledonia                                          | Williams Connection                                | Puerto Rico Islanders                              | Antigua Barracuda                                  |
| 2013 | Fase Final Cancelada                               | Fase Final Cancelada                               | Fase Final Cancelada                               | Fase Final Cancelada                               |
| 2014 | Fase Final Cancelada                               | Fase Final Cancelada                               | Fase Final Cancelada                               | Fase Final Cancelada                               |
| 2015 | Central                                            | W Connection                                       | Montego Bay United                                 | Don Bosco                                          |
| 2016 | Central                                            | W Connection                                       | Don Bosco                                          | Arnett Gardens                                     |
| 2017 | Cibao                                              | San Juan Jabloteh                                  | Portmore United                                    | Central                                            |
| 2018 | Atlético Pantoja                                   | Arnett Gardens                                     | Portmore United                                    | Club Franciscain                                   |
| 2019 | Portmore United                                    | Waterhouse F.C.                                    | Capoise                                            | Real du Cap                                        |
| 2020 | Fase Final cancelada devido a Pandemia de COVID-19 | Fase Final cancelada devido a Pandemia de COVID-19 | Fase Final cancelada devido a Pandemia de COVID-19 | Fase Final cancelada devido a Pandemia de COVID-19 |
| 2021 | Cavaly                                             | Inter Moengotapoe                                  | Metropolitan FA                                    | AS Samaritaine                                     |
| 2022 | Violette                                           | Cibao                                              | Atlético Vega Real                                 | Waterhouse                                         |

### Títulos por clube
| Equipe                | Títulos               | Vices                                   |
| --------------------- | --------------------- | --------------------------------------- |
| Williams Connection   | 3 (2002, 2006 e 2009) | 6 (2000, 2001, 2003, 2012, 2015 e 2016) |
| Joe Public            | 2 (1998 e 2000)       | 2 (2007 e 2010)                         |
| Puerto Rico Islanders | 2 (2010 e 2011)       | 1 (2009)                                |
| Harbour View          | 2 (2007 e 2004)       | 0                                       |
| Central               | 2 (2015 e 2016)       | 0                                       |
| Portmore United       | 2 (2005 e 2019)       | 0                                       |
| San Juan Jabloteh     | 1 (2003)              | 2 (2006 e 2017)                         |
| Caledonia             | 1 (2012)              | 1 (1998)                                |
| Defence Force         | 1 (2001)              | 0                                       |
| United Petrotrin      | 1 (1997)              | 0                                       |
| Cibao                 | 1 (2017)              | 1 (2022)                                |
| Atlético Pantoja      | 1 (2018)              | 0                                       |
| Cavaly                | 1 (2021)              | 0                                       |
| Violette              | 1 (2022)              | 0                                       |
| Tempête               | 0                     | 1 (2011)                                |
| Arnett Gardens        | 0                     | 2 (2002 e 2018)                         |
| Robinhood             | 0                     | 1 (2005)                                |
| Montego Bay           | 0                     | 1 (1997)                                |
| Tivoli Gardens        | 0                     | 1 (2004)                                |
| Inter Moengotapoe     | 0                     | 1 (2021)                                |

### Títulos por país
| País                 | Títulos | Vices |
| -------------------- | ------- | ----- |
| Trinidad e Tobago    | 11      | 11    |
| Jamaica              | 4       | 4     |
| Porto Rico           | 2       | 1     |
| República Dominicana | 2       | 1     |
| Haiti                | 2       | 1     |
| Suriname             | 0       | 2     |